# М-р Живаго
М-р Живаго (Ми́стер Жива́го; итал. Mr. Zivago; настоящее имя: Ма́ссимо Растре́лли, итал. Massimo Rastrelli: род. в 1961 году) — итальянский певец и музыкант.

## Карьера
Свою музыкальную карьеру 26-летний певец Массимо Растрелли начал в 1987 году. Песня «Little Russian», которую Растрелли издал под псевдонимом Мистер Живаго, была написана Дитером Боленом при участии Azel. Тогда Болен сочинял песни для исполнителей студии BMS Records, и изначально эту композицию должен был исполнять другой певец, но пробные записи с ним получились неудачными, и было решено, что песню выпустят в исполнении Растрелли.
Как говорит сам Растрелли, псевдоним Мистер Живаго был выбран для песни «Little Russian» как что-то связанное с Россией.
«Мы думали о концепции, нужен был какой-то имидж, чтобы связано было именно с Россией, вот мы и выбрали “Mr. Zivago”».
Композиция "Little Russian" попала на компиляцию "The Best of Italo Disco vol.10" (1988), которая была №1 в Швейцарии, №16 в Австрии, №30 в Швеции и №61 в Нидерландах, благодаря чему о ней узнали по всей Европе. Помимо этого песня стала хитом в СССР и странах Восточной Европы, а также в Южной Корее и Японии, однако Дитер Болен был в то время слишком занят раскруткой собственной группы, и карьера Растрелли его не особо беспокоила, поэтому длительное время Мистер Живаго не выпускал никаких новых записей. В то время Растрелли по будням работал на заводе, а выступал на дискотеках только по выходным. Причём исполнял он для танцующей публики просто чужие, самые популярные на тот момент хиты. Но в 1989 году Болен выступил на Фестивале в Сан-Ремо, тогда он попросил Растрелли продолжить работать в его группе музыкантом, и Растрелли ушёл с работы и занялся только музыкой .
Лишь спустя 4 года продюсер Дино Мелотти дал Мистеру Живаго ещё одну песню — «Love in Moscow». Видимо, они продолжали увязывать имидж Мистера Живаго с Россией. Сразу после этого Живаго записывает третий сингл «Tell By Your Eyes», продюсером которого становится Дино Мелотти, а авторами Марко Мазини, Дино Мелотти и Роберт Бёрчилл.
Новые песни Мистера Живаго стали популярными в Восточной Азии, поэтому продюсеры поспешили и выпустили в том же 1992 году в Японии одноимённый альбом «Tell by Your Eyes» , в который включили каверы восьми японских песен, перепетых Растрелли на английском. Как рассказывал сам Растрелли, его даже хотели пригласить в Азию на гастроли, но по неизвестным причинам турне так и не было организовано.
Вскоре Массимо Растрелли сольную карьеру прекратил.
За свою карьеру Растрелли несколько раз выступал на Фестивале в Сан-Ремо как бэк-вокалист: в 1991 году он подпевал занявшему 4-е место Умберто Тоцци, в 1994 году победителю Алеандро Бальди и через два года, в 1996 году, ещё раз Алеандро Бальди.
Дальнейшая судьба неизвестна.

## Музыкальный стиль
Японский музыкальный сайт CDJournal определяет стиль Мистера Живаго как «евробит в стиле „I Like Chopin“».

## Дискография

### Синглы
| Год  | Название                                   | Чарты |
| Год  | Название                                   | JP    |
| ---- | ------------------------------------------ | ----- |
| 1987 | «Little Russian» (яп. リトル・ルシアン)[A] | —     |
| 1991 | «Love in Moscow»                           | N/A   |
| 1992 | «Tell By Your Eyes» (яп. 雨が叫んでる)[B]  | 98    |
| 2007 | «Russian Paradise»                         | N/A   |

- [A] В Японии вышел в 1988 году.
- [B] Песня «Tell By Your Eyes» была в том же 1992 году перепета с японским текстом и издана как сингл под титулом «雨が叫んでる» японским певцом Тосихико Тахарой (певцом-идолом из агентства Johnny & Associates). Этот CD-сингл достиг 8 места в национальном японском хит-параде, издаваемом компанией «Орикон»[11].
- N/A Сингл не был издан в Японии.

### Альбомы
| Год  | Название                                                   | Чарты |
| Год  | Название                                                   | JP    |
| ---- | ---------------------------------------------------------- | ----- |
| 1992 | Tell by Your Eyes (яп. 雨が叫んでる)                       | —     |
| 1993 | Tell by Your Eyes: Covers (яп. 雨が叫んでる～カヴァーズ～) | —     |